# Taden
Taden település Franciaországban, Côtes-d’Armor megyében. Lakosainak száma 2599 fő (2022. január 1.). Taden Pleslin-Trigavou, Languenan, Corseul, Quévert, Dinan, Lanvallay, Saint-Samson-sur-Rance és Plouër-sur-Rance községekkel határos.

## Népesség
A település népessége az elmúlt években az alábbi módon változott:
| Lakosok száma | 1175 | 1616 | 1698 | 1920 | 2288 | 2349 | 2467 | 2524 | 2521 | 2599 |
|               | 1968 | 1982 | 1990 | 2006 | 2013 | 2015 | 2017 | 2019 | 2020 | 2022 |